# Mojeek
Mojeek est un moteur de recherche basé au Royaume-Uni.
Les résultats de recherche fournis par Mojeek proviennent de son propre index de pages Web, créé en explorant le Web,,.

## Historique
En 2004, le moteur de recherche Mojeek a commencé comme un projet personnel de Marc Smith au Sussex Innovation Center. La technologie de recherche a été créée à partir de zéro en utilisant principalement le langage de programmation C et pendant une grande partie de ses débuts, les serveurs ont été gérés depuis la chambre de Marc.
En 2006, Mojeek est devenu le premier moteur de recherche à avoir une politique de confidentialité sans suivi. Cette politique est toujours en place à ce jour.
Après avoir reçu un investissement, Mojeek a été officiellement constituée en société anonyme en 2009.
Le 26 janvier 2011, il a été présenté comme un moteur de recherche alternatif basé au Royaume-Uni lors d'un débat parlementaire sur les moteurs de recherche Internet britanniques sur "des allégations de manipulation des résultats de recherche de Google, en particulier le traitement défavorable de ses résultats non rémunérés et sponsorisés, et le placement préférentiel de leurs propres services."
Depuis 2013, les serveurs de Mojeek sont gérés à partir des centres de données Custodian à Maidstone, qui se présente comme "l'un des centres de données les plus écologiques du Royaume-Uni",.
Le 15 avril 2015, le World Global Show de la BBC et Radio 5 Live ont parlé à Marc du moteur de recherche Mojeek et de la décision de l'Union Européenne de déposer une plainte contre Google pour comportement anticoncurrentiel présumé.
En 2017, en partenariat avec EMRAYS Technologies, Mojeek a lancé une démo de leur moteur de recherche émotionnelle qui permet aux utilisateurs de rechercher des pages avec un certain contenu émotionnel.
En mai 2019, l'index de Mojeek contenait plus de 2,3 milliards de pages  et en avril 2020, ce nombre était passé à plus de 3 milliards.
En juin 2021, Mojeek compte 4 milliards de pages et en mars 2022, 5 milliards de pages. Il a atteint la barre des 6 milliards en octobre 2022.
En 2022, Mojeek est devenu le moteur de recherche par défaut de Privacy Browser. Il a ensuite été ajouté à Pale Moon et au navigateur Web SerenityOS.